# Valerio Merola
Valerio Merola (Roma, 15 giugno 1955) è un conduttore televisivo e autore televisivo italiano.

## Biografia
Debuttò diciannovenne nel 1976 nel film Roma, l'altra faccia della violenza interpretando uno dei rapinatori della villa dove viene uccisa la figlia dell'ingegnere Alessi, poi esordì come conduttore sulla rete locale laziale GBR, presentando un programma dal nome Falchi della notte. Nel 1984 è passato alla Rai partecipando a Fantastico 5 con Pippo Baudo, Heather Parisi ed Eleonora Brigliadori, dove presentava i collegamenti esterni. L'anno successivo svolse lo stesso ruolo a Domenica in. Nel corso della sua carriera ha partecipato alla conduzione di diverse trasmissioni musicali, tra cui il Concorso voci nuove Castrocaro, il Girofestival e Un disco per l'estate, approdando nel 1988 al Festival di Sanremo, di cui ha curato per quell'edizione e la successiva i collegamenti esterni e le manifestazioni collaterali del Dopofestival.
Negli anni novanta ha partecipato in ruoli secondari a Scherzi a parte ma ha soprattutto ideato e realizzato il primo talent show italiano, Bravissima, ottenendo record di ascolti sulle reti Mediaset e facendo da precursore ad Amici di Maria De Filippi.
Nel 1996 venne coinvolto in un'inchiesta giudiziaria, nell'ambito di un'indagine condotta dal sostituto procuratore di Biella, Alessandro Chionna, in cui erano indagati anche Gigi Sabani e Gianni Boncompagni. Merola fu accusato di aver sedotto donne grazie alla popolarità derivantegli dalla partecipazione a programmi televisivi e concorsi di bellezza. In seguito allo scandalo Merola si trasferì a Cuba (fatto che egli stesso definì «dorato esilio»), dove organizzò una versione internazionale di Bravissima; divenne consulente artistico della televisione di Stato cubana e acquisì popolarità. Il format di Bravissima venne venduto a diverse emittenti sudamericane.
Nel 2000 ritornò in Italia per condurre alcune trasmissioni su reti di secondo piano e locali. Nel 2004 ha partecipato al reality show L'isola dei famosi, venendo eliminato nel corso della seconda puntata con il 73% dei voti, e nel 2005-2006 è tornato a realizzare i collegamenti esterni per Domenica in.
Dal 2007 svolge il ruolo di opinionista televisivo a L'Italia sul 2 su Rai 2. Valerio Merola è un simpatizzante della Lega Nord ed ha partecipato alla festa per la vittoria organizzata dai giovani del partito in una nota discoteca milanese, il 22 aprile 2008. Successivamente, nel 2010, ha organizzato una cena elettorale in onore del candidato Renzo Bossi.
Nell'estate 2010 ha condotto La giostra sul 2 accanto a Veridiana Mallmann e Gegia. Proprio questo suo ritorno in TV è stato oggetto di una polemica da parte del critico televisivo Aldo Grasso, polemica incentrata in particolare sulla qualità della trasmissione, definita "insulsa", fatto che provocò l'immediata replica da parte del presentatore. Dal 2015 è opinionista a Mattino Cinque. Nel 2018 è nel cast della terza edizione del Grande Fratello VIP come concorrente, ma viene eliminato dal televoto nella terza puntata. 
È da anni attivo nella difesa dei diritti degli animali ed è un convinto sostenitore de La Coscienza degli Animali, il movimento nato dalla volontà di Michela Vittoria Brambilla e Umberto Veronesi, per creare in Italia una nuova cultura di amore e tutela degli animali e di rispetto dei loro diritti.

## Vicende giudiziarie
- Merola fu accusato di aver sedotto donne grazie alla popolarità derivantegli dalla partecipazione a programmi televisivi e concorsi di bellezza. L'avvocato di Merola portò a difesa del conduttore il fatto che le presunte "grandi dimensioni" del pene del suo assistito non avrebbero potuto rendere possibile la violenza di cui era accusato, cosa che gli valse sui rotocalchi il soprannome di Merolone. L'inchiesta, aperta ufficialmente il 6 agosto 1996, si spense prima di giungere a processo, causando tuttavia danni di immagine a tutti i personaggi coinvolti. Dapprima trasferita a Roma per "incompetenza territoriale" del foro di Biella, il 26 ottobre l'inchiesta fu archiviata.[10] Merola ha sfruttato l'attenzione mediatica producendo gadget e scrivendo anche un libro, Diavolo di un angelo, pubblicato da Edizioni Larus nel 1996.
- Nell'agosto 2012 viene denunciato dalla Guardia di Finanza per avere dichiarato di essere residente nel Principato di Monaco, quando di fatto svolgeva la sua attività in Italia. In cinque anni, attraverso società "schermo" e prestanomi avrebbe sottratto al fisco compensi per 4,6 milioni di euro, oltre a Iva per 1,5 milioni di euro, omettendo di presentare le dichiarazioni fiscali.[11]
- Anche nel 2013 sono segnalati problemi con il fisco.[12] Il 12 novembre 2014 viene assolto dal Tribunale di Roma dalle accuse di evasione fiscale perché il fatto non sussiste.[13]

## Programmi televisivi
- I falchi della notte (GBR, 1982-1984)
- Fantastico 5 (Rai 1, 1984-1985) Inviato
- Festival di Castrocaro (Rai 1, 1984) Conduttore
- Domenica in (Rai 1, 1985) Inviato
- GiroFestival (Rai 3, 1986, 2005)
- Chi tiriamo in ballo? (Rai 2, 1986-1988) Conduttore
- Occhio al biglietto (Rai 1, 1987)
- Un disco per l'estate 1987 (Rai 1, 1987) Co-conduttore
- Festival di Sanremo (Rai 1, 1988) Inviato
- Vetrina Sanremo 1988 (Rai 1, 1988)
- Vetrina Sanremo 1989 (Rai 1, 1989)
- Festival di Sanremo 1989 (Rai 1 - inviato)
- Uno Fortuna (Rai 1, 1990-1993)
- Aspettando Bravissima (Italia 1, 1993-1994)
- In viaggio con... Bravissima (Italia 1, 1995)
- Bravissima (Italia 1, 1995; Canale Italia, 2023-2024) Conduttore
- Miss Italia (Italia 1, 1995) Ospite fisso
- Bravissima International (TVC, 1996-1999)
- Bergamotto Festival 2004 (Rai 2, 2004)
- L'isola dei famosi (Rai 2, 2004) Concorrente
- L'Italia sul 2 (Rai 2, 2004-2007) Opinionista
- Domenica in... L'Arena (Rai 1, 2005-2006) Inviato
- Telethon (Rai 1, 2005) Inviato
- Latina Moda Spettacolo (Rai 1, 2006)
- Il bivio - Cosa sarebbe successo se... (Italia 1, 2006) Opinionista
- Matrix (Canale 5, 2006-2007) Opinionista
- La vita in diretta (Rai 1, 2007-2009)
- Italia allo specchio (Rai 2, 2008-2009)
- La giostra sul 2 (Rai 2, 2010) Conduttore
- Mattino Cinque (Canale 5, dal 2015) Opinionista
- Grande Fratello VIP (Canale 5, 2018) Concorrente

## Filmografia
- Roma, l'altra faccia della violenza, regia di Marino Girolami (1976)
- Ho vinto la lotteria di capodanno, regia di Neri Parenti (1989)

## Discografia

### Come Valerio Merola & Le Meroline

#### Singoli
- 1996 – La Macarena del Merolone / Merolone Dance

### Come Valerio Merola

#### EP Digitale
- 2016 – Che fico, che camion (feat. Rosita)

## Libri
- Diavolo di un angelo, Edizioni Larus, 1996, ISBN 9788877479303.